# Hacser Józsa

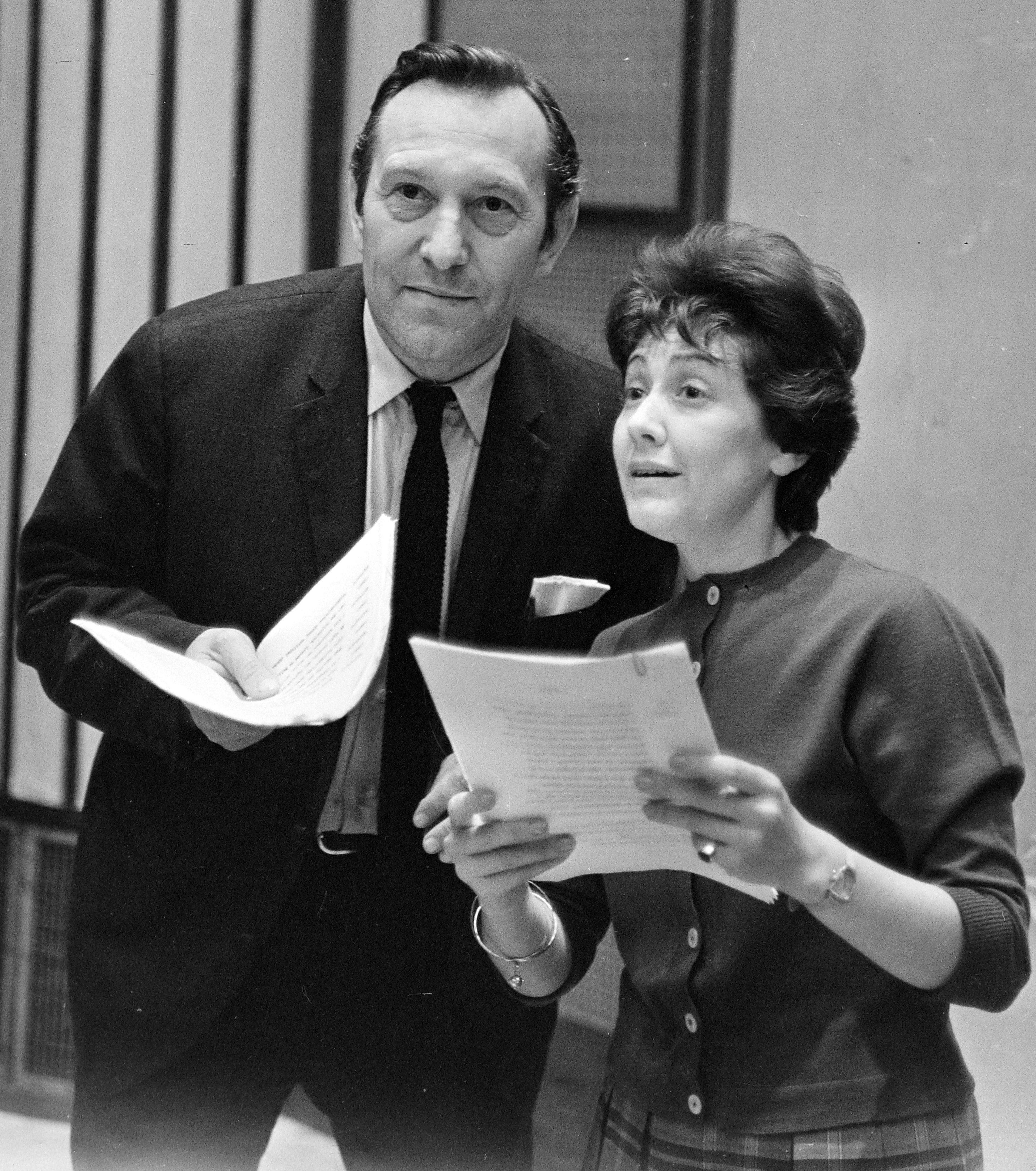
Bessenyei Ferenc és Hacser Józsa (Magyar Rádió, 1966)

Hacser Józsa (született Hatscher Jozefin Mária; Kispest, 1931. április 4. – Siófok, 2014. március 4.) kétszeres Jászai Mari-díjas magyar színésznő, az egyik legjellegzetesebb magyar női szinkronhang.

## Életpályája
1931-ben született, szegénységben és nélkülözésben nőtt fel Budapesten, egy apró pincelakásban, a Baross utca 108-ban. Édesanyja nyomdásznő, édesapja ezüstműves volt, aki a második világháború alatt a Donnál harcolt, édesanyjával fél évre egy pincében húzták meg magukat a bombázások miatt, éheztek, de a nehézségek ellenére is túlélték ezt az időszakot. 1946-ban és 1947-ben édesapjával ezüstművesként dolgozott, majd a magasabb bér reményében elhelyezkedett a Rózsa Ferenc utcai jelvényszövetkezetben, ahol a kitüntetéseket és kitűzős jelvényeket zománcozta. Először 16 évesen felvételizett a Színház- és Filmművészeti Főiskolára, majd 17 évesen, másodszori próbálkozásra – 1948-ban – felvételt nyert Gellért Endre osztályába. Főiskolai tanulmányait a nagy pedagógus-rendező mellett, többek között olyan kiválóságok segítették, mint például a színészóriás Rátkai Márton, a háromszoros Kossuth-díjas filmrendező és színészpedagógus Nádasdy Kálmán, az elismert rendező-színész Vámos László, vagy például Olthy Magda, a Nemzeti Színház csillaga.
Már főiskolai tanulmányai alatt is szerepel statisztaként és kisebb szerepekben a belvárosi Úttörő Színházban. 1952-ben diplomázott, majd rögtön a Miskolci Déryné Színházhoz – későbbi nevén Miskolci Nemzeti Színház – szerződtette Bozóky István színházigazgató, ahol négy évadot töltött el olyan művészek társaságában, mint Agárdy Gábor, Szirtes Ádám, Barta Mária, vagy Galambos Erzsi. Számtalan naiva- és karakterszerepet eljátszott Miskolcon 1952 és 1956 között, de komoly sikereket ért el drámai szerepekben is: többek között Hamlet Opheliájában és az Antigoné Iszménéjében is emlékezeteset alakított. Bár a kiváló társulatban remek szerepeket kapott, nyilatkozataiban említette, hogy a színház akkori főrendezőjével, Kazimir Károllyal szókimondó természete miatt nem volt felhőtlen a munkaviszonyuk.
1956–1993 között a Jókai Színház, majd a Thália Színház illetve az Arizona Színház tagja, 1994-től a Soproni Petőfi Színház tagja volt, ahol 2001-ig játszott. Utolsó bemutatója 2002-ben volt az IBS színpadon.
Groteszk, humoros alakok, valamint drámai szerepek megformálásával tűnt ki. Számos filmben hallható a hangja szinkronszínésznőként.
Visszavonulva, elhagyatottan, siófoki házában hunyt el közel 83 éves korában. 2014. március 28-i búcsúztatása után hamvait a Balatonba szórták.
Férje 10 éven át Prókai István színművész volt.

## Színpadi szerepei
- Fehér Klára: A becsület[Mj. 1]
- Shakespeare: Szentivánéji álom... Puck
- Shakespeare: Hamlet... Ophélia
- Molière: Tartuffe... Marianne
- Örkény István: Tóték... Ágika
- Victor Hugo: A nevető ember balladája... Vak lány
- Tersánszky Józsi Jenő: Kakuk Marci... Csuri Linka; Csuriné, vén boszorka
- Bródy Sándor: A tanítónő... Kántorkisasszony
- Georges Feydeau: A női szabó... Madame Chavagneau
- George Bernard Shaw: Segítség! Orvos!... Emmy
- Friedrich Dürrenmatt: Meteor... Nomsenné
- Nagy–Pozsgai–Bradányi: A kölyök... Betty
- Georg Büchner: Leonce és Léna... Nevelőnő
- Bohumil Hrabal: Sörgyári capriccio... Maryska
- Gogol: Háztűznéző... Fjokla Ivanovna
- Synge: A szentek kútja... Mary Doul
- Barta Lajos: Szerelem... Szalayné
- William Somerset Maugham: Imádok férjhez menni
- Gaal József: A peleskei nótárius... Tóti Dorka
- Spiró György: Az imposztor... Hrehorowiczówna
- Jean Cocteau: Szent szörnyetegek
- Füst Milán: A zongora... Neumanné
- Móricz Zsigmond: Légy jó mindhalálig... Nyilas Misi
- Móricz Zsigmond: Sári bíró... Bíróné
- Vörösmarty Mihály: Csongor és Tünde... Duzzog; Tünde
- Illyés Gyula: Ozorai példa... Rozika
- Hunyady Sándor: Lovagias ügy... Nagymama
- Pető Sándor: Makk Marci csodálatos cirkusza... Hahaszippancs
- Békés Pál: Egy kis térzene... Hilda néni
- Csörsz István: Kék a tenger... Ágnes
- Kocsis István: Nem zárjuk kulcsra az ajtót... Ilona
- Borenich Péter: Pesti történet... Szomszédnő
- Czakó Gábor: Gang... Jolánka
- H. Barta Lajos: Nemzetközi gyors... Grúz asszony
- Mesterházi Lajos: A Prométheusz rejtély... Hészioné
- Lengyel József: Levelek Arisztofanészhoz... Anyu
- Csurka István: Szék, ágy, szauna... Tyukodiné
- Bródy Sándor: A dada... Szakácsné
- Bohumil Hrabal: Sörgyári Capriccio... Maryska[Mj. 2]

## Filmjei

### Játékfilmek
- Ütközet békében (1951) – Bori
- Semmelweis (1952) – A diákok egyike, mikor Semmelweis oktatás közben megszúrja az ujját
- Első fecskék (1952) – Sári
- Morzsa Mari (1952, rövid játékfilm) – Morzsa Mari
- Hintónjáró szerelem (1954) – Jutka
- Don Juan legutolsó kalandja (1958)
- Májusi dal (1959, rövid játékfilm)
- Jó utat autóbusz! (1961)
- Másfél millió (1964) – Csöpi
- Tilos a szerelem (1965) – Lenke
- Nem szoktam hazudni (1966) – Zsuzsa, titkárnő
- Az özvegy és a százados (1967) – Sári, takarítónő
- Alfa Rómeó és Júlia (1968)
- Hazai pálya (1968) – Átalné
- Reménykedők (1971) – Pollákné
- Égigérő fű (1979) – Doktor
- A szeleburdi család (1981) – Györgyike
- Az élet muzsikája (1984) – Ápolónő
- A miniszter félrelép (1997) – Galamb Sándor anyja
- Apa győz (1997, rövid játékfilm)
- Szerelemtől sújtva (2002) – Lenke néni
- Apám beájulna (2003) – Reptéri hölgy
- Üvegtigris 2. (2005) – Sellő
- De kik azok a Lumnitzer nővérek? (2006) – Idős hölgy IV.

### Tévéfilmek, televíziós sorozatok
- A nagy ékszerész (1959) – Iparmágnás lánya
- Egy ablak világít (1959) – Marika
- Veréb utcai csata (1959) – Virág Rózsika
- Kisunokám (1960) – Galja, Mása iskolatársa
- Toldi Tihanyban (1960) – Tökmag
- Nem értem a nőket… (1963)
- Vadkacsa (1964)
- Hétköznapi történet 1-2. (1966)
- Bors I. (1968) – Telefonos-kisasszony
- Bözsi és a többiek (1968)
- Szomorú Szerelmesek Szanatóriuma (1968)
- 7 kérdés a szerelemről (és 3 alkérdés) (1969) – Ernő szeretője
- A Hanákné ügy (1969) – Madárka
- Júlia és Juliska (1970; rövid tévéjáték)
- Hölgyválasz (1971)
- Széplányok sisakban (1972)
- Szerelem jutányos áron (1972)
- A fűtő (1973)
- Aranyborjú (1973)
- Gúnyos mosoly (1973)
- Férfiak, akiket nem szeretnek (1974) – Gyönk titkárnője
- Zöld dió (1974) – A tanárnő
- Muzsika az éjszakában (1975)
- Rokokó háború (1975)
- Ügyes ügyek (1975)
- Kántor 1-5. (1976) – Telefonközpontos (2. részben)
- Le a cipővel! 1-2. (1976) – Szinyák mama
- Második otthonunk (1976-1978)

- A bíróság (1976)
- Házi mulotságok (1978)
- Megtörtént bűnügyek 4-5. (1976) – Annuska barátnője
- Családi kör (1977-1980)
- A király meztelen (1978) – Hercegnő
- Ítélet előtt – 1. rész: Baleset (1978) – Nusika
- Ingyenélők (1979) – Mákonyné
- Vakáció a halott utcában (1979) – Zoli anyja
- A 78-as körzet 1-6. (1981)
- Mindenre van magyarázat (1981)
- Mondja, struccné! (1981) – Pótmama
- Sóder (1981)
- Szálka, hal nélkül 1-6. (1983) – Olga tanárnője
- Vakáció a halott utcában (1983)
- A kék madár (1984)
- Kismaszat és a Gézengúzok (1984) – Nő a Hősök terén
- Alkony (1985)
- A világ legrosszabb gyereke (1987) – Jerzsabek néni
- Hermelin (1987) – Hárfás Giza
- S.O.S. szobafogság (1987) – Tekla
- A nagy varázslat (1988)
- Szomszédok (1988-1990) – Vágási Margit (11 részben)
- A nemzet özvegye (1989)
- Csalással nem! (1989) – Sommerfeldné
- A nemzet özvegye (1990)
- Gyuszi ül a fűben 7-9. (1990)
- Leonce és Léna (1991) – A nevelőnő
- Szakíts helyettem (1991)
- Szeszélyes évszakok (1992) – Házmester
- Uborka (1992) (hang)
- Szép Ernő: Isten madárkái (1993) – Idős hölgy
- Rádióaktív BUÉK (1993)
- Família Kft. VI. (1996) – Marie néni
- Kisváros (1997, Középkori játék című részében) – Jósnő
- Az öt zsaru 1-6. (1998, Szabadesés című részében)
- Rögtön jövök (1999)
- Valaki kopog 1-8. (2000, A titok című részében) – Bakichné
- Pasik! I-II. (2000-2001)
- Paraszt dekameron (2001) – Idős hölgy II. / Narrátor
- Velem mindig történik valami (2003) – Jolika, szomszédasszony
- A szörnyek ebédje (2004) – Nagyi
- Életképek (2004) – Háztulajdonos

### Rajz- és bábfilmek
- A kiskosár kalandjai (1965) – Kiskosár (hang)
- Rémusz bácsi meséi (1967) – Farkasné (hang)
- A Mézga család különös kalandjai 2-13. (1969) – További szereplők (hang)
- Frakk, a macskák réme I-III. (1971-1978) – További szereplők (hang)
- Kukori és Kotkoda II. (1971) – Kotkoda (hang)
- Kérem a következőt! I-II. (1973-1974) – Pocokné; Srucc kisasszony (+ Váradi Hédi); Kenguruné (hang)
- Mekk Elek, az ezermester (1973) – Kacsa szomszéd (hang)
- Vízipók-csodapók I-II. (1975-1980) – Narancssárga hangya (+ Mányai Zsuzsa); Nünüke (hang)
- Misi Mókus kalandjai (1980) – Kövér mókus II. (hang)
- Süsü, a sárkány kalandjai (1980-1984) – Zöldséges kofa (hang)
- Minden egér szereti a sajtot (1981) – Lidi (hang)
- A nagy ho-ho-horgász I. (1982) – Panaszkodó madár I.; Szürke tyúk (hang)
- Misi Mókus kalandjai (1982; báb-játékfilm) – Kövér mókus II. (hang)
- Hófehér (1983) – Prevencia (hang)
- Csipike, az óriás törpe (1984) – Nyúl (hang)
- Dörmögőék kalandjai I. (1987) – Kacsa (hang)
- Trombi és a Tűzmanó (1988-1990) – Páva asszony (hang)

## Szinkronszerepei

### Filmek
| Év   | Cím                                                                             | Szereplő                             | Színész                 | Szinkron év |
| ---- | ------------------------------------------------------------------------------- | ------------------------------------ | ----------------------- | ----------- |
| 1939 | Stan és Pan az idegenlégióban (1. magyar szinkron)                              | Georgette                            | Jean Parker             | 1970        |
| 1944 | Arzén és levendula                                                              | Elaine Harper                        | Priscilla Lane          | 1970        |
| 1947 | Az én házam, az én váram, avagy zsarnok a családban (1. magyar szinkron)        | Cora                                 | Zasu Pitts              | 1991        |
| 1947 | Utazás sok meglepetéssel                                                        | Marinette                            | Annette Poivre          | 1972        |
| 1949 | A tökéletes titkárnő                                                            | Ellen Grant                          | Lucille Ball            | 1965        |
| 1949 | Öt piros tulipán                                                                | N/A                                  | N/A                     | 1976        |
| 1949 | Táncolj a Broadway-n! (1. magyar szinkron)                                      | Mrs. Livingston Belney               | Billie Burke            | 1971        |
| 1951 | Szépek szépe (első-két magyar szinkron)                                         | N/A                                  | N/A                     | 1981        |
| 1951 | Szépek szépe (első-két magyar szinkron)                                         | N/A                                  | N/A                     | 1999        |
| 1952 | A fehér sejk (1. magyar szinkron)                                               | Cabiria, prostituált                 | Giulietta Masina        | 1962        |
| 1954 | Kenyér, szerelem, féltékenység (3. magyar szinkron)                             | Caramella, cseléd                    | Tina Pica               | 2000        |
| 1954 | Luxustutajon                                                                    | Kátya                                | Ljudmila Sagalova       | 1964        |
| 1954 | Országúton (1. magyar szinkron)                                                 | Gelsomina                            | Giulietta Masina        | 1969        |
| 1955 | Csalók                                                                          | Iris                                 | Giulietta Masina        | 1969        |
| 1955 | Egy nyári éj mosolya                                                            | Mrs. Armfeldt                        | Naima Wifstrand         | 2005        |
| 1955 | Kenyér, szerelem és… (2. magyar szinkron)                                       | Caramella                            | Tina Pica               | 2001        |
| 1955 | Nem vagyunk angyalok                                                            | N/A                                  | N/A                     | 1981        |
| 1955 | Tavaszi díszszemle                                                              | Burgstetten grófnő                   | Adrienne Gessner        | 1995        |
| 1956 | Bocsáss meg, drágám!                                                            | Újságíró az Asszonyok lapjától       | N/A                     | 1977        |
| 1957 | A legszebb pillanat                                                             | N/A                                  | N/A                     | 1968        |
| 1957 | Tisztes úriház (1. magyar szinkron)                                             | N/A                                  | N/A                     | 1961        |
| 1958 | A férfi is tolvaj, a nő is tolvaj                                               | Amelia Cestelli                      | Gina Mascetti           | 1980        |
| 1958 | Arc                                                                             | Vogler nagymama                      | Naima Wifstrand         | 2005        |
| 1958 | Csodagyerekek                                                                   | A Meisegeier család tagja            | N/A                     | 1959        |
| 1958 | Hely a tetőn (2. magyar szinkron)                                               | Elspeth                              | Hermione Baddeley       | 1998        |
| 1958 | Veszélyes barátság                                                              | Ljusza, Andrej nővére                | Ljudmila Karaus         | 1959        |
| 1959 | A béke első napja                                                               | Natasa                               | Ljuszjena Ovcsinnyikova | 1960        |
| 1959 | Két fiú, egy kislány                                                            | N/A                                  | N/A                     | 1960        |
| 1959 | Párnacsaták (2. magyar szinkron)                                                | Alma                                 | Thelma Ritter           | 1995        |
| 1959 | Szülői ház                                                                      | N/A                                  | N/A                     | 1959        |
| 1960 | A francia nő és a szerelem                                                      | Madame Bazouche                      | Jacqueline Porel        | 1971        |
| 1960 | Finom kis börtön…                                                               | Ethel                                | Liz Fraser              | 1965        |
| 1960 | Kallódó emberek (2. magyar szinkron)                                            | Isabelle Steers                      | Thelma Ritter           | 1981        |
| 1960 | Vigyázz, nagymama!                                                              | Lena                                 | Ariadna Sengelaja       | 1961        |
| 1961 | A fekete ló                                                                     | Nagynéni                             | Gretl Schörg            | 1973        |
| 1961 | A szórakozott professzor                                                        | Mrs. Chatsworth                      | Belle Montrose          | 1992        |
| 1961 | Kék Hawaii (1. magyar szinkron)                                                 | N/A                                  | N/A                     | 1987        |
| 1961 | Tiszta égbolt (1. magyar szinkron)                                              | Lány az üzemben                      | Tamara Noszova          | 1961        |
| 1962 | A tizenhatodik tavasz                                                           | Natasa                               | Roza Makagonova         | 1966        |
| 1962 | Ez is szerelem                                                                  | N/A                                  | N/A                     | 1962        |
| 1962 | Homokvár                                                                        | Anya                                 | Tony Soler              | 1968        |
| 1962 | Most élj, fizess később!                                                        | Joyce Corby                          | Liz Fraser              | 1967        |
| 1963 | Egér a Holdon (2. magyar szinkron)                                              | XIII. Gloriana főhercegnő            | Margaret Rutherford     | 2003        |
| 1963 | Kétballábas                                                                     | Eileen                               | Nyree Dawn Porter       | 1967        |
| 1963 | Királyok királya                                                                | Lenka                                | Jiřina Bohdalová        | 1966        |
| 1963 | Leleményes asszonyságok                                                         | N/A                                  | N/A                     | 1969        |
| 1964 | Dajkamesék hölgyeknek (1. magyar szinkron)                                      | Fanny Eubank                         | Dody Goodman            | 1970        |
| 1964 | Drága halott                                                                    | Amálka                               | Stella Zázvorková       | 1967        |
| 1964 | Hajrá, franciák!                                                                | Lady Yvette Brisburn                 | Colette Brosset         | 1975        |
| 1964 | Könnyű élet                                                                     | Gálja, Alekszandr húga               | Nagyezsda Rumjanceva    | 1965        |
| 1964 | My Fair Lady                                                                    | Mrs. Pearce                          | Mona Washbourne         | 1987        |
| 1964 | Nehéz hűtlennek lenni                                                           | Chantal                              | Gisèle Hauchecorne      | 1965        |
| 1966 | Caroline                                                                        | Isabella Trench                      | Bruni Löbel             | 1969        |
| 1966 | Minisztert keresnek                                                             | Elli, a szolgálólány                 | Bibiane Zeller          | 1970        |
| 1966 | Rita, a szúnyog                                                                 | N/A                                  | N/A                     | 1969        |
| 1967 | Cézár és a detektívek                                                           | N/A                                  | N/A                     | 1970        |
| 1967 | Helga                                                                           | Helga                                | Ruth Gassmann           | 1969        |
| 1967 | Jancsi és a varázsbab                                                           | N/A                                  | N/A                     | 1973        |
| 1968 | A bábu                                                                          | ?                                    | ?                       | 1969        |
| 1968 | A lobositzi csata                                                               | Libussa                              | Regine Lutz             | 1975        |
| 1968 | A munka megszállottja                                                           | Mrs. Murray                          | Elizabeth Spriggs       | 1977        |
| 1968 | Az Olsen-banda 01.: Olsen bandája (1. magyar szinkron)                          | N/A                                  | N/A                     | 1970        |
| 1968 | Furcsa pár (3. magyar szinkron)                                                 | Pincérnő                             | Iris Adrian             | 1987        |
| 1969 | Butch Cassidy és a Sundance kölyök                                              | Kövér nő                             | Jody Gilbert            | 1986        |
| 1969 | Éjféli cowboy (1. magyar szinkron)                                              | N/A                                  | N/A                     | 1983        |
| 1969 | Hé barátom, itt van Sabata! (1. magyar szinkron)                                | Sharky anyja                         | Ana María Noé           | 1980        |
| 1969 | Hello, Dolly!                                                                   | Gussie Granger / Ernestina Hogymi    | Judy Knaiz              | 1983        |
| 1969 | Katonák szoknyában                                                              | Irena Molenda őrmester               | Zofia Merle             | 1969        |
| 1970 | A szórakozott                                                                   | Glycia Malaquet                      | Maria Pacôme            | 1983        |
| 1970 | Marie szeszélyei                                                                | N/A                                  | N/A                     | 1971        |
| 1970 | Négy gyilkosság elég lesz, kedvesem!                                            | Sabrina                              | Jiřina Bohdalová        | 1971        |
| 1970 | Van aki megteszi, van aki nem                                                   | Sheila Wilcott, Denniston titkárnője | Sheila Steafel          | 1971        |
| 1971 | Halál a kanyarban                                                               | N/A                                  | N/A                     | 1972        |
| 1971 | Hirtelen egyedül                                                                | N/A                                  | N/A                     | 1983        |
| 1972 | Amit tudni akarsz a szexről… (de sosem merted megkérdezni) (1. magyar szinkron) | Pamela Mason                         | Pamela Mason            | 1984        |
| 1973 | A sakkozó tolvaj                                                                | N/A                                  | N/A                     | 1984        |
| 1973 | Bizalmi állásban                                                                | Hilda                                | Elena Verdugo           | 1982        |
| 1973 | Botrány a nyaralóban                                                            | N/A                                  | N/A                     | 1974        |
| 1973 | Édes élet Tirolban                                                              | Josefa, Rosi anyja                   | Doris Delaas            | 1993        |
| 1973 | Lecsap a két Paganini                                                           | N/A                                  | N/A                     | 1982        |
| 1973 | Nem zörög a haraszt                                                             | N/A                                  | N/A                     | 1975        |
| 1973 | Penny Gold                                                                      | Anna                                 | Una Stubbs              | 1974        |
| 1974 | Bajorok a pácban                                                                | Frau Po                              | N/A                     | 1994        |
| 1975 | A második utca foglyai                                                          | Pauline                              | Elizabeth Wilson        | 1977        |
| 1975 | A szerelem rabja                                                                | N/A                                  | N/A                     | 1977        |
| 1975 | Felperesek és védők                                                             | N/A                                  | N/A                     | 1977        |
| 1975 | Hókirálynő                                                                      | Rablóvezérnő                         | Renate Luderer          | 1980        |
| 1975 | Leopold, akit nagyon szeretnek                                                  | N/A                                  | N/A                     | 1979        |
| 1975 | Száll a kakukk fészkére (1. magyar szinkron)                                    | Rose                                 | Louisa Moritz           | 1977        |
| 1975 | Szerelem a romok között                                                         | Fanny Pratt                          | Joan Sims               | 1978        |
| 1976 | A kívánság fája (1. magyar szinkron)                                            | Fufala                               | Sofiko Chiaureli        | 1982        |
| 1976 | Bolondos péntek (1. magyar szinkron)                                            | Mrs. Schmauss - Maid                 | Patsy Kelly             | 1992        |
| 1976 | Kiváló holttestek                                                               | N/A                                  | N/A                     | 1977        |
| 1976 | Ritz fürdőház                                                                   | Vivian Proclo                        | Kaye Ballard            | 1988        |
| 1977 | Gulliver utazásai (1. magyar szinkron)                                          | Subtracto (hang)                     | N/A                     | 1977        |
| 1977 | Hopp, itt a majom                                                               | N/A                                  | N/A                     | 1980        |
| 1977 | Valamit valamiért                                                               | N/A                                  | N/A                     | 1982        |
| 1977 | Vállalom, főnök!                                                                | Myriam Hornová                       | Alena Vránová           | 1979        |
| 1977 | Wilhelm Hausmann halála és feltámadása                                          | Frieda                               | Ursula Karusseit        | 1980        |
| 1978 | Olajralépés                                                                     | Gisèle Panivaux                      | Yvonne Gaudeau          | 1981        |
| 1979 | Egy agglegény szilvesztere                                                      | N/A                                  | N/A                     | 1987        |
| 1979 | Erdősor utca 19.                                                                | Frau Tillack                         | Walfriede Schmitt       | 1982        |
| 1979 | Hogyan tanuljunk meg svédül?                                                    | N/A                                  | N/A                     | 1982        |
| 1979 | Katasztrófa földön-égen                                                         | Beszédes utas                        | Larisa Barabanova       | 1980        |
| 1980 | Kilenctől ötig                                                                  | Margaret Foster                      | Peggy Pope              | 1982        |
| 1981 | A hitelkártya rabja                                                             | Grace                                | Helen Hughes            | 1988        |
| 1981 | Fizetés nélküli szabadság                                                       | Léna anyja                           | Ella Nekrasova          | 1983        |
| 1981 | Meghökkentő mesék – IV/2. rész: Ördögi kör                                      | Mrs. Grady                           | Siobhan McKenna         | 1986        |
| 1982 | Glória                                                                          | Házi néni                            | Lengyel Erzsi           | 1982        |
| 1982 | Halálcsapda                                                                     | Helga ten Dorp                       | Irene Worth             | 1984        |
| 1983 | Az ördög sokat tud                                                              | Magdaléna                            | Jiřina Bohdalová        | 1988        |
| 1983 | Holdfény a csatorna felett (1. magyar szinkron)                                 | N/A                                  | N/A                     | 1992        |
| 1984 | A kém                                                                           | Danica Cvorovic                      | Mira Banjac             | 1987        |
| 1984 | Az utolsó csillagharcos                                                         | Elvira                               | Peggy Pope              | 1988        |
| 1985 | Holle anyó                                                                      | N/A                                  | N/A                     | 1986        |
| 1985 | Újra meg újra                                                                   | June Swift                           | Brenda Bruce            | 1994        |
| 1985 | Miss Marple történetei 03.: Gyilkosság meghirdetve                              | Hannah, a szakácsnő                  | Elaine Ives-Cameron     | 1987        |
| 1986 | Az elcserélt cárevics (2. magyar szinkron)                                      | Öreganya                             | Tatyjana Peltcer        | 1995        |
| 1986 | Delta kommandó (1. magyar szinkron)                                             | Edie Kaplan                          | Shelley Winters         | 1990        |
| 1986 | Gyilkosság a medencénél                                                         | Kate Warren                          | Margit Ensinger         | 1988        |
| 1986 | Kellemes karácsonyt kívánnak a polipok (1. magyar szinkron)                     | N/A                                  | N/A                     | 1988        |
| 1986 | Nászéjszaka kísértetekkel (1. magyar szinkron)                                  | Rachel                               | Ann Way                 | 1999        |
| 1986 | Paradicsom                                                                      | Ruth                                 | Hanne Wieder            | 1993        |
| 1986 | Polipok a második emeleten (1. magyar szinkron)                                 | N/A                                  | N/A                     | 1988        |
| 1987 | Behálózva                                                                       | Enid Borden                          | Kathleen Freeman        | 1992        |
| 1988 | Roger nyúl a pácban                                                             | Hiéna Léna (hang)                    | June Foray              | 1989        |
| 1988 | Sherlock és én (1. magyar szinkron)                                             | Fogadósnő                            | N/A                     | 1990        |
| 1989 | A Rose Hill-i lány                                                              | Jeanne                               | Denise Péron            | 1990        |
| 1989 | Acélmagnóliák                                                                   | Clairee Belcher                      | Olympia Dukakis         | 1990        |
| 1993 | Beverly Hill-dili                                                               | Miss Jane Hathaway                   | Lily Tomlin             | 1994        |
| 1993 | Két tojás száz bajt csinál                                                      | Agatha nagynéni                      | Cloris Leachman         | 1996        |
| 1998 | Lottózsonglőrök                                                                 | Lizzy Quinn                          | Eileen Dromey           | 2000        |
| 2000 | Homok alatt                                                                     | Suzanne                              | Andrée Tainsy           | 2001        |
| 2001 | Kísértés esküvő előtt                                                           | Irma Grüntal                         | Gisela Trowe            | 2005        |

### Sorozatok
| Év   | Cím                              | Szereplő                           | Színész           | Szinkron év |
| ---- | -------------------------------- | ---------------------------------- | ----------------- | ----------- |
| 1967 | A Forsyte Saga                   | Madame Debrie, francia ruhakészítő | Anna Korwin       | 1970        |
| 1968 | Colt és muzsika                  | Ursula Blondell                    | Lucia Mannucci    | 1971        |
| 1971 | Arsène Lupin I.                  | Olga                               | Michèle Bardollet | 1973        |
| 1972 | Columbo II. (1. magyar szinkron) | Mrs. Peck                          | Jeanette Nolan    | 1993        |
| 1975 | Katica                           | Juricková                          | N/A               | 1980        |
| 1981 | Kórház a város szélén II.        | Nővér, körzeti rendelő             | N/A               | 1983        |
| 1985 | A klinika I.                     | Lindemann-né                       | Corinna Genest    | 1987        |
| 1987 | Clarence 1-6.                    | Jane Travers                       | Josephine Tewson  | 1991        |
| 1987 | A mesemondó                      | A szörnyember lánya (hang)         | Sandra Voe        | 1990        |
| 1989 | Viszontlátásra! 1-3.             | Vivianne                           | Juliet Mills      | 1993        |

### Folytassa-sorozat
| Év   | Cím                                               | Szereplő                  | Színész         | Szinkron év |
| ---- | ------------------------------------------------- | ------------------------- | --------------- | ----------- |
| 1958 | Folytassa, nővér!                                 | Stella Dawson tanulónővér | Joan Sims       | 1980        |
| 1967 | Folytassa az idegenlégióban! (1. magyar szinkron) | Zig-Zig                   | Joan Sims       | 1982        |
| 1967 | Folytassa, doktor! (1. magyar szinkron)           | Mavis Winkle              | Dilys Laye      | 1970        |
| 1970 | Folytassa a szerelmet! (1. magyar szinkron)       | Esme Crowfoot             | Joan Sims       | 1980        |
| 1971 | Folytassa, ahogy tetszik! (1. magyar szinkron)    | Chloë Moore               | Joan Sims       | 1981        |
| 1971 | Folytassa, Henry! (1. magyar szinkron)            | Marie királynő            | Joan Sims       | 1980        |
| 1972 | Folytassa külföldön! (1. magyar szinkron)         | Sadie Tomkins             | Barbara Windsor | 1973        |
| 1972 | Folytassa, főnővér! (1. magyar szinkron)          | Mrs. Tidey                | Joan Sims       | 1981        |

### Muppet-sorozat
| Év        | Cím                                                | Szereplő  | Szinkronhang | Szinkron év |
| --------- | -------------------------------------------------- | --------- | ------------ | ----------- |
| 1976-1980 | Muppet Show I-V. (1. magyar szinkron is)           | Miss Röfi | Frank Oz     | 1979-1985   |
| 1979      | Brekiék Hollywoodban                               | Miss Röfi | Frank Oz     | 1982        |
| 1979      | Muppet-show                                        | Miss Röfi | Frank Oz     | 1981        |
| 1984      | Muppet-show New Yorkban (első-két magyar szinkron) | Miss Röfi | Frank Oz     | 2000        |
| 1996      | Muppet kincses sziget                              | Miss Röfi | Frank Oz     | 2001        |
| 1999      | Muppet-show az űrből (első-két magyar szinkron)    | Miss Röfi | Frank Oz     | 2000        |
| 1999      | Muppet-show az űrből (első-két magyar szinkron)    | Miss Röfi | Frank Oz     | 2001        |

### Rajzfilmek
| Év   | Cím                                            | Szereplő              | Szinkronhang        | Szinkron év |
| ---- | ---------------------------------------------- | --------------------- | ------------------- | ----------- |
| 1942 | Tom és Jerry – 4. rész: Kísértet-kísérlet      | Telefonos szolgáltató | Sara Berner         | 1988        |
| 1949 | Hamupipőke                                     | Drizella              | Rhoda Williams      | 1958        |
| 1955 | Tom és Jerry – 98. rész: Tom, a boszorkányinas | Boszorkány            | June Foray          | 1988        |
| 1961 | Hagymácska                                     | Chipollino, a hagyma  | Nyina Guljaeva      | 1966        |
| 1976 | Asterix tizenkét próbája                       | Mimi                  | Nicole Vervil       | 1988        |
| 1981 | Alice Csodaországban                           | Hernyó                | Ljudmila Ignatyenko | 1984        |
| 1982 | A bűvös gránátalma                             | Javasasszony          | N/A                 | 1986        |
| 1989 | A brémai muzsikusok                            | Durmol, a macska      | Claudio Serrano     | 1990        |
| 1989 | Asterix és a nagy ütközet (1. magyar szinkron) | Mimi                  | Marie-Anne Chazel   | 1991        |

### Rajzfilmsorozatok
| Év        | Cím                                              | Szereplő                              | Szinkronhang     | Szinkron év |
| --------- | ------------------------------------------------ | ------------------------------------- | ---------------- | ----------- |
| 1958-1961 | Foxi Maxi show I-III.                            | További szereplők                     | N/A              | 1963-1965   |
| 1961-1963 | Frédi és Béni II-IV. (1. magyar szinkron)        | További szereplők                     | N/A              | 1971-1977   |
| 1963-1965 | Ken, a farkasfiú                                 | Chicchi                               | Tagami Kazue     | 1976        |
| 1963-1965 | Magilla Gorilla show                             | N/A                                   | N/A              | 1971        |
| 1963-1965 | Magilla Gorilla show                             | N/A                                   | N/A              | 1981        |
| 1972      | Klasszikus mesék fesztiválja                     | Királyné, a herceg anyja (2. részben) | N/A              | 1990        |
| 1975      | Maja a méhecske I.                               | Thekla                                | N/A              | 1991        |
| 1975      | Tom és Jerry új kalandjai (1. magyar szinkron)   | Varjú                                 | Frank Welker     | 1987        |
| 1975      | Tom és Jerry új kalandjai (1. magyar szinkron)   | Judd, a varjú                         | N/A              | 1987        |
| 1976      | Biga Csiga és Batka manó I.                      | Biga Csiga                            | N/A              | 1984        |
| 1980      | Nils Holgersson csodálatos utazása a vadludakkal | Pocok                                 | Helga Anders     | 1987-1988   |
| 1982      | Pimpa I.                                         | N/A                                   | N/A              | 1986        |
| 1983      | 80 nap alatt a Föld körül Willy Foggal           | Tico                                  | José Moratalla   | 1986        |
| 1983      | Csip-csup csodák                                 | Orina                                 | Hira Eiko        | 1988        |
| 1985      | Az elsüllyedt világok I.                         | Popócici                              | Perrette Pradier | 1988        |
| 1985      | Praclifalva lakói 1-13.                          | Banyamancs                            | Ruth Buzzi       | 1989        |
| 1986      | Óz, a nagy varázsló                              | Mamóca (Mombi)                        | Kitagava Csie    | 1994        |
| 1989      | A brémai muzsikusok                              | Kopé, a macska                        | Claudio Serrano  | 1994        |
| 1989      | Chip és Dale – A Csipet Csapat II.               | Utcai patkány hölgy                   | Patti Howeth     | 1991        |
| 1990      | Balu kapitány kalandjai (1. magyar szinkron)     | Lali néni                             | Jim Cummings     | 1997        |
| 1990      | Balu kapitány kalandjai (1. magyar szinkron)     | Mrs. Snarly (+ Bokor Ildikó)          | Jennifer Darling | 1997        |
| 1992      | Nyúl Péter és barátai (1. magyar szinkron)       | Cincogi Cecília                       | Anna Massey      | 1995        |
| 1992      | Nyúl Péter és barátai (1. magyar szinkron)       | Tüskés néni                           | Prunella Scales  | 1995        |
| 1995      | Teknős-sziget                                    | Mínusz kapitány mamája                | N/A              | 2000        |
| 1999-2002 | Bátor, a gyáva kutya I-III.                      | Eustace anyja                         | Billie Lou Watt  | 2004        |

## Hangjátékok
- Horváth Gyula: Az élet nem sláger! (1969)
- A brémai muzsikusok (1984) – Nyivákovics Cili
- Bambi (1984) – Szarka
- Bambi gyermekei (1985) – Szarka #1
- Nagy Lajos: A fiatalúr megnősül (1989)
- Galgóczi Erzsébet: A színésznő szabadságon (1995)
- Benkő Attila: Téli esték (2002)

## Díjai
- Jászai Mari-díj (1963; 1977)
- Aase-díj (1989)
- A Magyar Köztársasági Érdemrend kiskeresztje (1995)
- Kabos Gyula-díj (1997)[29]
- Hekuba-díj (2000)

Az MTV "Kukkantó" című ismeretterjesztő sorozatában Kaló Flóriánnal szerepelt.